# Júki Ócu
Júki Ócu (* 24. března 1990) je japonský fotbalista.

## Reprezentační kariéra
Júki Ócu odehrál 2 reprezentační utkání. S japonskou reprezentací se zúčastnil letních olympijských her 2012.

## Statistiky
| Japonsko | Japonsko | Japonsko |
| Roky     | Záp.     | Góly     |
| -------- | -------- | -------- |
| 2013     | 2        | 0        |
| Celkem   | 2        | 0        |